# Kupa na Sŭvet·skata armiya 1946
La Coppa dell'Esercito sovietico 1946 è stata la 1ª edizione di questo trofeo, e la 6ª in generale di una coppa nazionale bulgara di calcio, terminata il 6 maggio 1946. Il Levski Sofia ha vinto il trofeo per la seconda volta.

## Primo turno
| Squadra 1        | Risultato   | Squadra 2      |
| ---------------- | ----------- | -------------- |
| Levski Sofia     | 3 – 2       | Marek Dupnica  |
| Lokomotiv Mezdra | 2 – 2 (dts) | Dunavec Tarnak |
| LB 45 Burgas     | 2 – 1 (dts) | Botev-Yunak    |

### Replay
| Squadra 1      | Risultato | Squadra 2        |
| -------------- | --------- | ---------------- |
| Dunavec Tarnak | 2 - 3     | Lokomotiv Mezdra |

## Ottavi di finale
| Squadra 1                | Risultato | Squadra 2         |
| ------------------------ | --------- | ----------------- |
| Levski Sofia             | 7 – 0     | Hebros            |
| Bdin                     | 3 – 0     | Lokomotiv Mezdra  |
| SP 45 Plovdiv            | 8 – 1     | Botev Pirin       |
| Zavod G. Dimitrov Sliven | 0 – 3     | LB 45 Burgas      |
| Černolomec Popovo        | 3 – 0     | Orlovets Gabrovo  |
| Belite orli              | 4 – 2     | FK Etăr           |
| Spartak Dobrudža         | 1 – 0     | TV 45 Varna       |
| Lokomotiv Ruse           | 4 – 2     | Dorostol Silistra |

## Quarti di finale
| Squadra 1         | Risultato   | Squadra 2      |
| ----------------- | ----------- | -------------- |
| Bdin              | 0 - 1       | Levski Sofia   |
| SP 45 Plovdiv     | 2 - 0       | LB 45 Burgas   |
| Černolomec Popovo | 3 - 1       | Belite orli    |
| Spartak Dobrudža  | 1 - 1 (dts) | Lokomotiv Ruse |

### Replay
| Squadra 1      | Risultato | Squadra 2        |
| -------------- | --------- | ---------------- |
| Lokomotiv Ruse | 1 - 0     | Spartak Dobrudža |

## Semifinali
| Squadra 1         | Risultato   | Squadra 2      |
| ----------------- | ----------- | -------------- |
| SP 45 Plovdiv     | 0 - 3       | Levski Sofia   |
| Černolomec Popovo | 1 - 1 (dts) | Lokomotiv Ruse |

### Replay
| Squadra 1      | Risultato | Squadra 2         |
| -------------- | --------- | ----------------- |
| Lokomotiv Ruse | 2 - 3     | Černolomec Popovo |

## Finale
| Arbitro: | Dimitar Topalov |

|                                       |           |            |
| Laskov 8’ 31’ 40’ Nikushev 80’ (rig.) | Marcatori | 67’ Petrov |